# Самостійна Україна (радіостанція)
«Самостійна Україна» (інші назви «Вільна Україна», «Афродита») — радіостанція УПА. Працювала із жовтня 1943 року по 7 квітня 1945 року.

## Історія
У 1942 році перед УПА постала потреба створити власну радіостанцію, яка мала протидіяти шкідливим впливам антиукраїнських сил і передавати в світ правдиві відомості про організовану національно-визвольну боротьбу українського народу під проводом ОУН проти німецьких та російських поневолювачів. У зв'язку з загрозою викриття, трансляції мали тривати недовго, тому не могли містити великого обсягу інформації; та велике значення мав би вже сам факт використання підпіллям радіомовлення.
Наприкінці 1942 — на початку 1943 року у Львові відбувалися з цього приводу переговори між ОУН та польським підпіллям, яке спиралось на підтримку Британії. Значних результатів у переговорах досягнуто не було. Тоді апаратуру закупили від польського підпілля за 45 тисяч злотих та складним шляхом переправили на Стрийщину, до села Ямельниця. Після модифікації та вдосконалення радіопередавача, налагодження регулярного постачання пального та олив для роботи генераторів, «Самостійна Україна» почала здійснювати пробні сеанси мовлення.
Восени 1943 року сформувався склад станційної редакції. До неї входили Ярослав Старух, Богдан Галайчук, Корнило Яворівський, Володимир Макар, Дмитро Лушпак, Кость Цмоць, Альберт Газенбрукс.
Мовлення розпочалось у жовтні 1943 року. Передачі виходили на хвилях 41-43 метри три-чотири рази на день, тривали по 30 хвилин і велися чотирма мовами: українською, російською, англійською і французькою. Згодом режим роботи змінювався, також інколи велись передачі німецькою мовою.
Влітку 1944 року підпільна газета «Щоденні вісті Української інформаційної служби» подала таке оголошення про роботу радіостанції: «Радіовисильня Українського революційного самостійницького руху — „Самостійна Україна“ висилає щоденно низку радіопередач українською, російською, французькою та англійською мовами. Відбір — на коротких хвилях у смузі 45-46 метрів. Години радіопередач українською мовою: 6.30, 12.30, 16.30 і 20.30, російською мовою: 21.00, французькою мовою: 22.00, англійською мовою: 22.30. Організуйте одиничне та групове слухання передач радіовисильні „Самостійна Україна“ та поширюйте в масах її зміст».
У середині липня 1944 року чота добровольців сотні УПА «Бурлаки» (командир Іван Паньків-«Явір») ліквідувала спробу більшовицьких парашутистів демонтувати обладнання[джерело?] радіостанції на лісничівці між селами Ямельницею та Уричем. На початку серпня 1944 року Ямельниця перейшла до рук більшовиків, до кінця вересня фронт перемістився в гори на південь від села. Деякий час радіостанція не працювала, але наприкінці 1944 — на початку 1945 роботу було відновлено, при цьому змінився склад редакції, роботу радіостанції очолив полковник «Шпак».
У 1944 році з Відня привезли новий сучасний передавач, після чого технічна сторона «Афродити» не викликала зауважень. Радіостанцію слухали в Німеччині, Великій Британії, Франції, Швейцарії.
7 квітня (за іншими свідченнями — ввечері 6 квітня) 1945 року, о 13:20, за два кілометри на схід від Ямельниці оперативна група Сколівського райвідділу НКВС та резервна рота 330-го полку військ НКВС виявили «Афродиту». «Шпак» і три охоронці загинули в бою, один поранений охоронець зумів урятуватись, а Альберт Газенбрукс потрапив у полон. Радіоапаратура була знищена, оскільки солдати НКВС закидали криївку гранатами.
Існування підпільної радіостанції ОУН демонструє організованість та масштабність боротьби ОУН і УПА, ґрунтовність пропагандистської роботи. Також це було виходом на міжнародну арену і безпосереднім свідченням для Заходу про існування протинімецької і протимосковської визвольної боротьби в Україні. Радіомовлення у 1941 році і 1943—1945 роках вдало доповнювало пропагандистську роботу, особливо ту, що спрямовувалась на інші народи та держави. Саме тому ОУН виділяла для радіостанцій імені Євгена Коновальця та «Вільна Україна» («Самостійна Україна», криптонім «Афродита») значні матеріально-технічні та кадрові ресурси, незважаючи на всю складність і небезпеку. Використання підпільного радіомовлення ставить боротьбу ОУН і УПА в один ряд із наймасштабнішими національно-визвольними рухами XX століття не лише Європи, а й світу.

## Віднайдення місця криївки

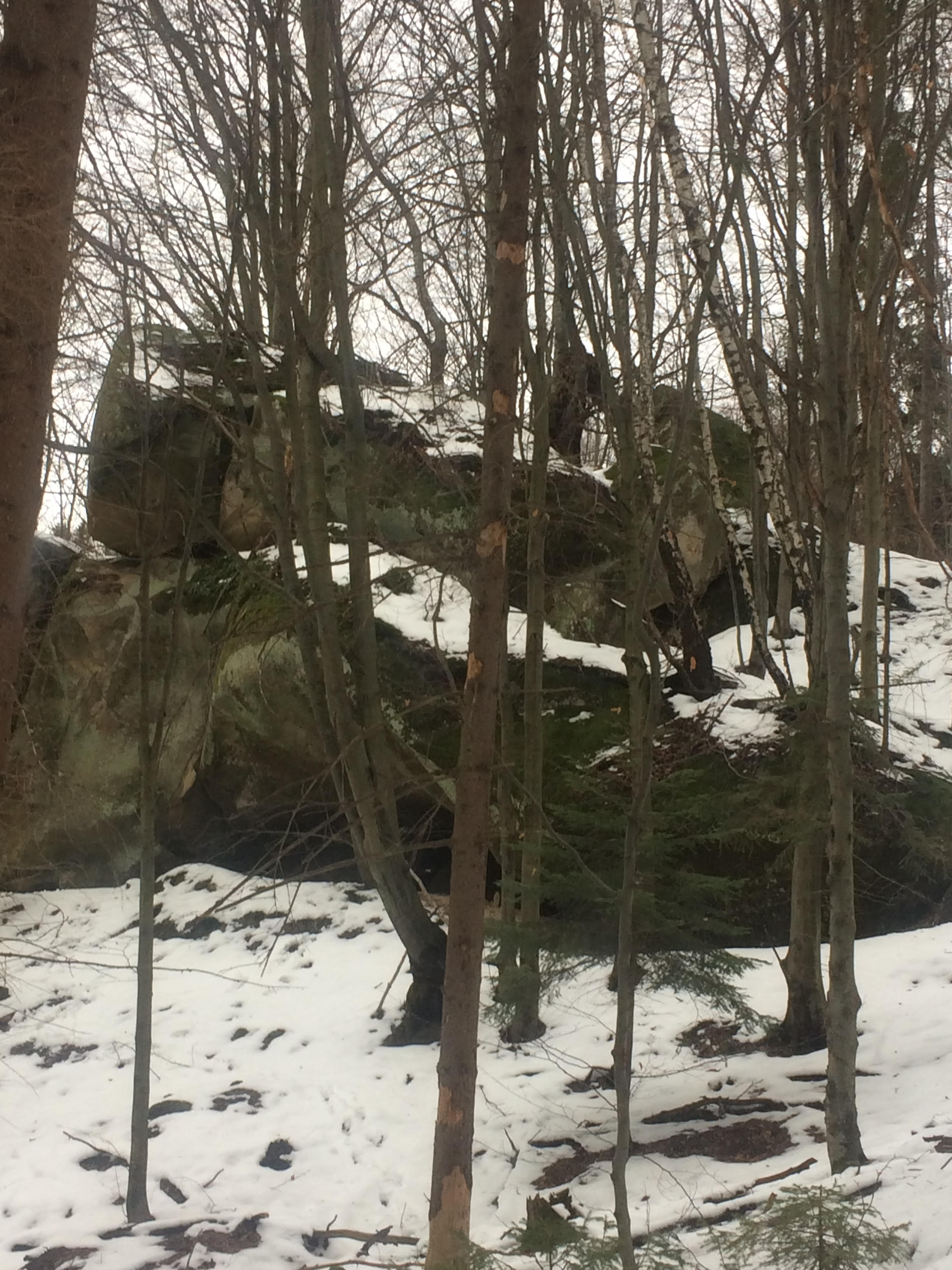
Камінь під яким розташовувалась радіостанція "Афродита", вона ж "Самостійна Україна" у 1944 році. Вигляд станом на січень 2020 року.

Точну локацію криївки де була радіостанція неподалік гори Ковбура поблизу села Ямельниця, у 2010 році після кількарічних експедицій віднайшли члени Громадського Об'єднання "ГРАНІТ" (керівник експедиції — Андрій Мочурад). ГО Граніт також зібрали численні спогади очевидців, більшість з яких померли станом на 2020, і спільно з місцевими жителями встановлено хрест на місці таємного поховання кількох повстанців біля церкви.[джерело?] У березні 2020 року анонсовано проєкт з маркування маршрутів навколо криївки (організатори — ГО Граніт за підтримки департаменту внутрішньої та інформаційної політики Львівської обласної державної адміністрації).

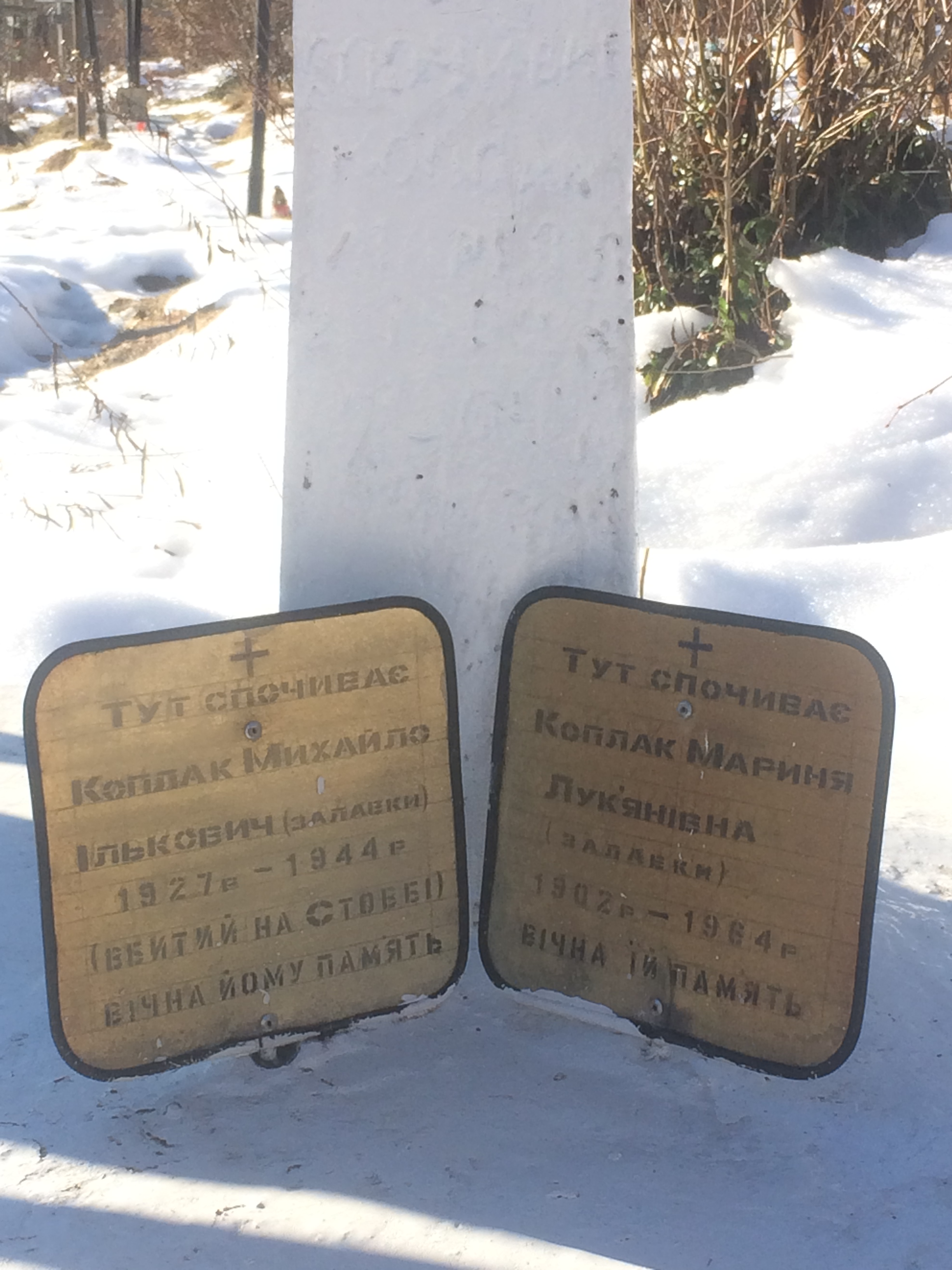
Поховання повстанця, вбитого 1944 року на г. Стовб. Цвинтар села Ямельниця, відновлений хрест.